# برتولت ۱۲۷۵۰
سیارک ۱۲۷۵۰ (به انگلیسی: 12750 Berthollet، نامگذاری:1993DJ1) دوازده هزار و هفتصد و پنجاهمین سیارک کشف شده‌است که در ۱۸ فوریه ۱۹۹۳ کشف شد.
قدر مطلق سیارک برابر ۳۲.۳ است.